# Halbsandwichkomplexe

Tricarbonyl (η^{5}-cyclopentadienyl)mangan
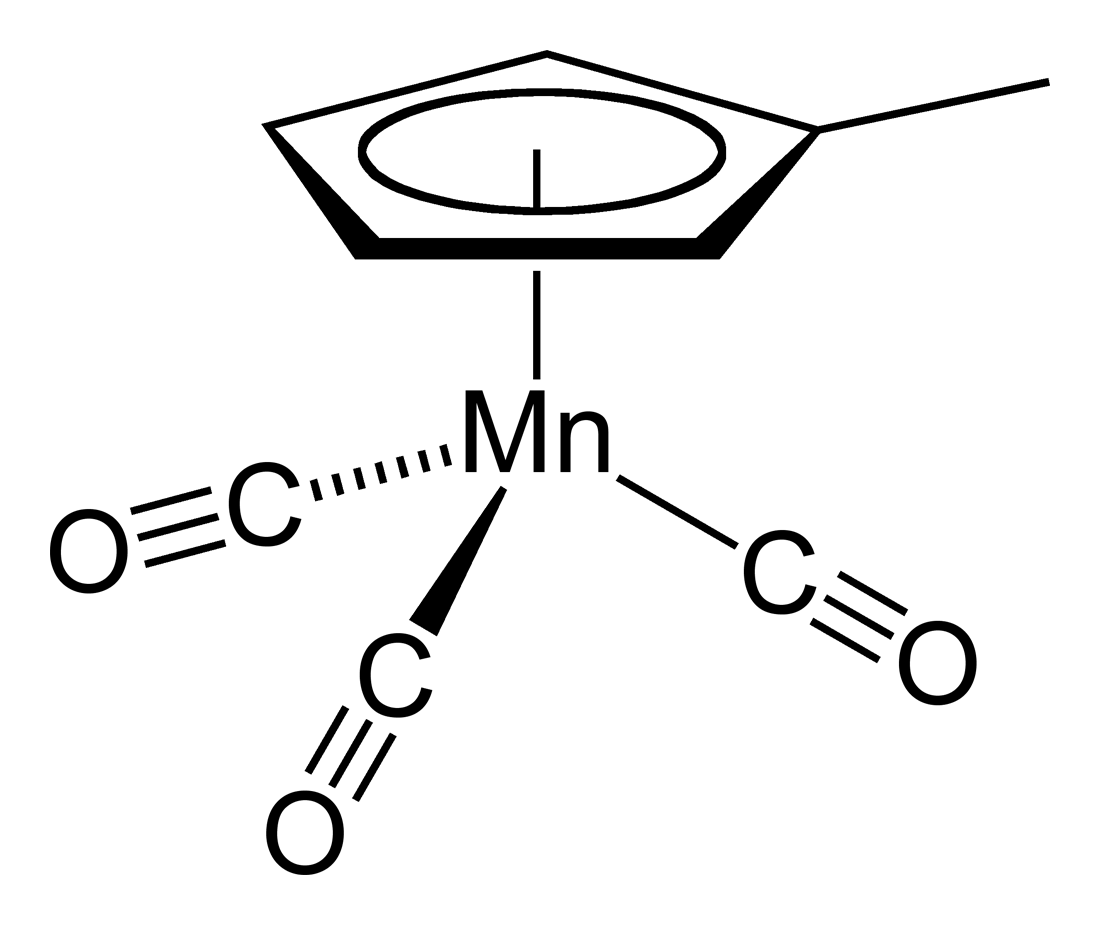
Tricarbonyl (η^{5}-methylcyclopentadienyl)mangan
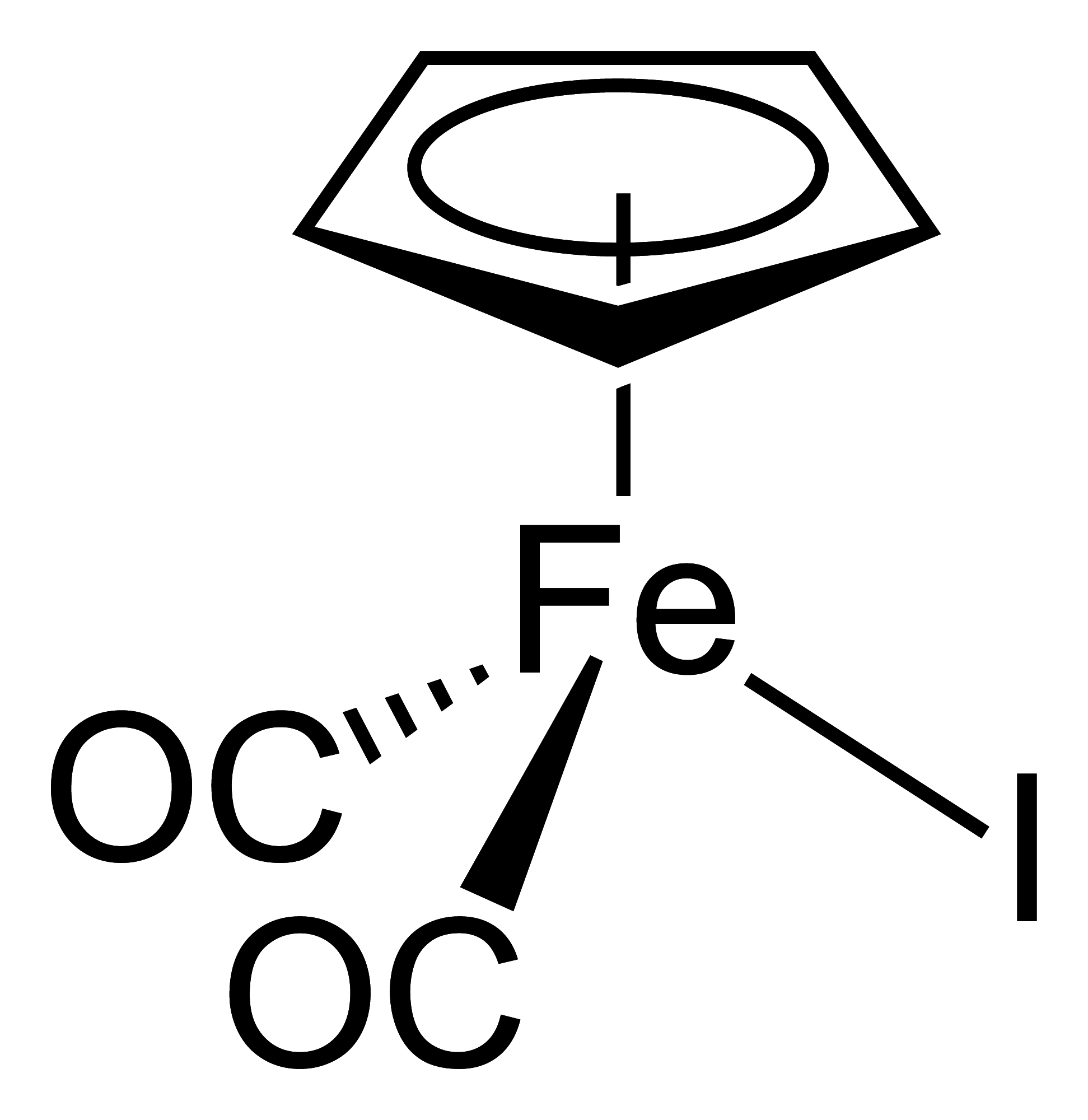
Dicarbonyl (η^{5}-cyclopentadienyl)iodoeisen(II)

Als Halbsandwichkomplexe versteht man im weiteren Sinn jene metallorganischen Verbindungen mit einem cyclischen Polyhapto-Liganden. Oftmals sind es Cyclopentadienyl-Systeme, die über π-Bindungen an ein zentrales Metallatom gebunden sind. Die Absättigung freier (Elektronen-)Valenzen erfolgt oft über Carbonylgruppen (z. B. Tricarbonyl(η5-cyclopentadienyl)mangan), Nitrosogruppen oder andere Heteroatome (z. B. Iod). Aufgrund ihrer Form werden diese Verbindungen auch als Klavierstuhl-Komplexe bezeichnet.
- Tricarbonyl
(η5-cyclopentadienyl)mangan
- Tricarbonyl
(η5-methylcyclopentadienyl)mangan
- Dicarbonyl
(η5-cyclopentadienyl)iodoeisen(II)[1]